# Ettore Cipolla
Ettore Emmanuele Cipolla (Villalba, 1er juillet 1875 – Palerme, 21 avril 1963) est un homme politique et magistrat italien, premier président de l'Assemblée régionale sicilienne.

## Biographie
Membre de la bourgeoisie terrienne, il est le fils de Nicolò Cipolla, notaire, et d'Orsola Pantaleone. ll épouse Concetta Salamone en 1917, avec qui il n'a pas d'enfants.

### Le magistrat
Titulaire d'une laurea en droit à l'Université de Palerme en juin 1896, influencé par les figures des juristes Santi Romano et Vittorio Emanuele Orlando dans leur conceptualisation de l'État de droit, Ettore Cipolla entre dans la magistrature en 1899.
Sous-lieutenant de réserve depuis 1898, il combat à ce grade durant la Première Guerre mondiale.
Il est nommé auditeur de justice au parquet général auprès de la Cour d'appel de Palerme puis magistrat adjoint à Niscemi en janvier 1900 et assistant judiciaire auprès du Tribunal de Palerme en mai 1901. Il est tour à tour préteur à Butera en mai 1903, Villarosa en février 1904, Bronte en mai 1905. Il semble avoir été alors menacé pour s'être opposé au mariage d'un mafieux avec une belle-sœur orpheline, mineure et infirme. Il est nommé à Piana dei Greci en novembre 1905, puis à Misilmeri en avril 1908.
Reconnu pour ses compétences professionnelles, il est promu préteur temporaire du Tribunal de Marineo en août 1908, puis nommé procureur adjoint du Roi auprès du tribunal civil et pénal de Caltanissetta en septembre suivant.
En novembre 1914, il est procureur général adjoint auprès de la Cour d'appel de Palerme, puis muté en juillet 1916 auprès du parquet royal auprès du tribunal civil et pénal de Ferrare, et au parquet de L'Aquila en mars 1922. Ayant rejoint en juin le parquet royal au tribunal de Palerme, il devient procureur du Roi auprès du Tribunal civil et pénal de Vigevano, en juillet, temporairement affecté à la cour d'Appel de Palerme dont il est procureur général adjoint en décembre 1922.

### Le haut fonctionnaire fasciste
Alors que Mussolini installe progressivement son régime dictatorial, Ettore Cipolla poursuit sa carrière comme conseiller à la Cour de cassation en novembre 1927 et président de la section de la cour d'appel de Palerme, procureur général à la Cour de cassation à Palerme le 27  juillet 1928, puis à la cour d'Appel de Trieste entre 1932 et 1935.
Il adhère au Parti national fasciste en octobre 1932 à  Rome.
Il est ensuite remplaçant en cas d'empêchement de l'avocat général à la Cour de cassation de Rome avant de siéger au Conseil supérieur de la magistrature de décembre 1936 à décembre 1938, et de représenter, à partir de 12 mai 1938, le Ministère public devant le Sénat constitué en Haute Cour de Justice.
Il est nommé avocat général à la Cour suprême du Royaume en 1940 et avocat général du Conseil supérieur de la magistrature à la Cour suprême de cassation.
Collaborateur régulier de la Rivista Penale durant la période fasciste, il y soutient des thèses conformes à l’idéologie mussolinienne.
Il est nommé sénateur du Royaume en 1939, et siège à la Commission des finances jusqu'en 1943.
Mis à la retraite en avril 1944, il quitte la magistrature en août puis est déporté par le Haut Commissaire adjoint Scoccimarro pour sa participation au régime fasciste et apologie. À sa mise en retraite définitive en juin 1945, il reçoit le titre honorifique de Procureur général de la Cour suprême de cassation et est poursuivi le même mois par la Commission de purge.

### Le premier président de l'Assemblée régionale sicilienne
Monarchiste, il se présente aux premières élections régionales siciliennes de 1947 sur la liste du Bloc libéral démocratique qualunquiste unissant son parti, Fronte dell'Uomo Qualunque, au Parti libéral, pour le collège de Caltanissetta et est élu avec 10 989 préférences.
Lors de la première session de l'assemblée régionale le 25 mai, aucun accord n'est trouvé pour désigner le président de l'exécutif et le président de l'assemblée. À l'issue des négociations menées par Giuseppe Alessi avec les forces de droite, celui-ci prend la présidence de la Région autonome pour la Démocratie chrétienne, alors que Ettore Cipolla est élu à la présidence de l'Assemblée régionale sicilienne le 30 mai 1947.
Il est fortement contesté par la gauche pour ses accointances avec le pouvoir fasciste et pour ses écrits défendant que l'intérêt de l’État prime sur la justice.

## Ouvrages
- Donazione di usufrutto da ascendente a discendente e collazione, Torino, UTET, 1931

## Distinctions
- Chevalier (1914), officier (1922), commandeur (1925), grand officier (1932) de l'Ordre de la Couronne d'Italie
- Chevalier (1930), commandeur (1934), Grand officier (1937) de l'Ordre des Saints-Maurice-et-Lazare